# Гяваткол
Гяваткол или Гяватокол (на македонска литературна норма: Ѓаваткол, Ѓaватокол) е малка историко-географска област в югозападната част на Северна Македония, състояща се от три отделни малки котловини в източното подножие на планината Бигла.
Южната котловина, разположена по горното течение на река Шемница има за център село Гявато, дало името на областта. Освен него в котловината влизат селата Доленци, Кажани, Маловище, Лера, Рамна, Сърбци и Цапари.
Средната котловина, също на река Шемница днес е в по-голямата си част заета от язовира Стрежевско езеро. Най-голямото село тук е влашкото Гопеш. Освен него в котловината влизат Метимир, Свинище и Стрежево.
Северната долина е на река Мраморица (Смилевската река) и в нея има само едно село - Смилево.
В началото на XX век Гяваткол е нахия в Битолската каза на Османската империя. Днес областта е включена в община Битоля на Северна Македония, като само Смилево е част от община Демир Хисар.
Традиционно областта има смесено население – българи (македонци), власи и албанци.